# San Isidro, Surigao del Norte
San Isidro là một đô thị hạng 5 ở đảo Siargao, tỉnh Surigao del Norte, Philippines. Theo điều tra dân số năm 2000, đô thị này có dân số 6.058 người trong 1.130 hộ.

## Các đơn vị hành chính
San Isidro được chia thành 12 barangay. 
- Buhing Calipay
- Del Carmen (Pob.)
- Del Pilar
- Macapagal
- Pacifico
- Pelaez
- Roxas
- San Miguel
- Santa Paz
- Santo Niño
- Tambacan
- Tigasao